# Аасиаат
Аасиаат (гренл. Aasiaat, ранее Эгедесминде дат. Egedesminde) — город и столица одноимённого муниципалитета в Западной Гренландии.

## География
Муниципалитет расположен на нескольких островах в южной части залива Диско и является, наряду с Кекертарсуаком, одним из двух муниципалитетов, расположенных вне основной территории Гренландии. Муниципалитет занимает площадь около 4000 км². Общее население (на 1 января 2005 г.) составляет 3310 чел.
Самым большим островом архипелага является Саккарлиуп Нунаа. Он не населён, но имеет строения для приёма туристов. На западном конце острова есть заброшенная деревня Мунермиут.
К северо-западу располагается остров Аасиаат с одноимённым городом, с населением в 3100 чел. Его координаты 68°43′ с. ш. 52°53′ з. д.
В одной морской миле (1,9 км) к северо-востоку от Аасиаата расположен аэропорт Аасиаат.
К северо-востоку, в 23 км от Аасиаата располагается деревня Акуннаак (население 101 чел.), также на одноимённом острове.
В 21 км к северо-западу от Аасиаата расположена деревня Китсиссуарсуит (109 чел.), также на небольшом одноимённом острове.
В 29 км от Аасиаата на западном конце архипелага расположена (также на одноимённом острове) заброшенная деревня Вестер Ейланд.
Аасиаат также называют «Городом китов», ввиду частого появления этих животных.

### Климат
- Среднегодовая температура воздуха — −4,9 °C
- Относительная влажность воздуха — 81,0 %[1]
- Средняя скорость ветра — 3,7 м/с[1]

| Показатель                                | Янв.  | Фев.  | Март  | Апр.  | Май  | Июнь | Июль | Авг. | Сен. | Окт. | Нояб. | Дек.  | Год   |
| ----------------------------------------- | ----- | ----- | ----- | ----- | ---- | ---- | ---- | ---- | ---- | ---- | ----- | ----- | ----- |
| Средний максимум, °C                      | −10,2 | −12,2 | −12,8 | −6,3  | 0,7  | 5,2  | 8,5  | 7,7  | 4,2  | −0,4 | −3,9  | −7,2  | −2,22 |
| Средняя температура, °C                   | −13,4 | −15,6 | −16,2 | −9,6  | −1,8 | 2,7  | 5,7  | 5,3  | 2,3  | −2,3 | −6    | −9,9  | −4,9  |
| Средний минимум, °C                       | −16,7 | −19,1 | −19,9 | −13,4 | −4,5 | 0,2  | 3,0  | 3,0  | 0,5  | −4,2 | −8,3  | −12,7 | −7,68 |
| Норма осадков, мм                         | 16    | 16    | 18    | 20    | 18   | 24   | 27   | 34   | 37   | 29   | 37    | 26    | 302   |
| Источник: Danish Meteorological Institute |       |       |       |       |      |      |      |      |      |      |       |       |       |

## История
Археологи предполагают прибытие первых поселенцев в регион в пятом тысячелетии до н. э. Современное население появилось здесь около 1200 г. в виде охотников, занимавшихся охотой на тюленей весной в Зюдост Бей. Летом они перемещались в Нордре Строфьорд вслед за стадами северных оленей и косяками палтуса. Осенью они возвращались для охоты на морских котиков. Зимой, после замерзания залива, объектами охоты были нарвалы и белуги. Люди строили каяки, а зимой использовали собачьи упряжки.
Поселение, позднее ставшее Аасиаатом, было основано в 1759 г. Нильсом Эгеде, сыном Ханса Эгеде, норвежского миссионера, основавшего Готхоб. Поселение называлось Колония Эгедесминде и располагалось на севере от Нордре Строфьорд, в 125 км южнее нынешнего положения Аасиаата, на своё нынешнее место городок был перенесён в 1763 г. Большинство поселенцев было китобоями, и они занесли оспу, принёсшую местному населению большой урон, особенно в 1770-е гг. К началу XIX в. население стабилизировалось и медленно росло — от 390 в 1805 г., до 1269 в 1901 г.
В годы Второй мировой Аасиаат был единственным местом, с которым оккупированная немцами Дания могла иметь связи, позднее пункты сообщения были перенесены в Уумманнак и Сисимиут. Также во время войны американцы построили метеостанцию.
Рос вылов трески, для засолки которой была построена новая фабрика. В 1950-х годах были построенная электростанция и телестанция. В 1998 г. была открыта новая ВПП аэропорта, в дополнение к прежним вертолётным сообщениям (близ завода по переработке креветок). Ныне население Аасиаата и Кангаатсиака превышает 3 тыс., сообщения осуществляет Air Greenland.

## Экономика и инфраструктура
Ловля рыбы и крабов, судостроение и туризм — основные виды экономической активности населения. Туристам предлагаются различные виды природного и экстремального туризма — плавание на каяках, лыжные походы, прогулки на собачьих упряжках, наблюдение за китами.
Система образования представлена 4 школами — общей (Гаммергарфик), сезонной (GU Аасиаат), школой для инвалидов (Адо Лингеп Атуарфия) и музыкальной школой (Аасиаатская музыкальная школа).